# Pedro Gómez de Aguiar
Pedro Gómez de Aguiar (Puebla de Guzmán, Corona de Castilla; ca. 1602 – Corrientes, gobernación del Río de la Plata, 12 de noviembre de 1665) era un hidalgo luso-hispano y militar que llegaría al rango de general, agricultor y funcionario español que fue elegido en tres ocasiones seguidas como alcalde de primer voto de Corrientes desde 1642 hasta principios de 1645, y además fue nombrado como teniente de gobernador de Corrientes desde 1664 hasta su fallecimiento en el cargo al año siguiente.

## Biografía hasta el viaje a la Sudamérica española

### Origen familiar y primeros años
Pedro Gómez de Aguiar había nacido hacia 1602 en la Puebla de Guzmán, siendo hijo del hidalgo portugués Diego Martínez de Aguiar (n. ca. 1575) y de su noble esposa extremeña Isabel Alonso de Salazar (n. ca. 1585).
A la edad de siete años, hacia 1609, su padre lo llevó a la ciudad de Lisboa en donde residía la abuela paterna pero a su fallecimiento en 1628 entró al servicio de fray Cristóbal de Aresti en la misma capital, en el momento en que se preparaba para viajar a la gobernación del Paraguay para ocupar el puesto de obispo.

### Viaje a las gobernaciones del Paraguay y del Río de la Plata
Aguiar y el incipiente obispo llegaron en 1630 a la ciudad de Asunción, capital de la gobernación del Paraguay, y años después, se mudó a la ciudad de Corrientes, capital de la tenencia de gobierno homónima que formaba parte de la gobernación del Río de la Plata, en donde contrajo matrimonio en 1638 con Juana de Sequeira.

## Alcalde de primer voto de Corrientes

### Electo alcalde y el desarme de los portugueses de 1643

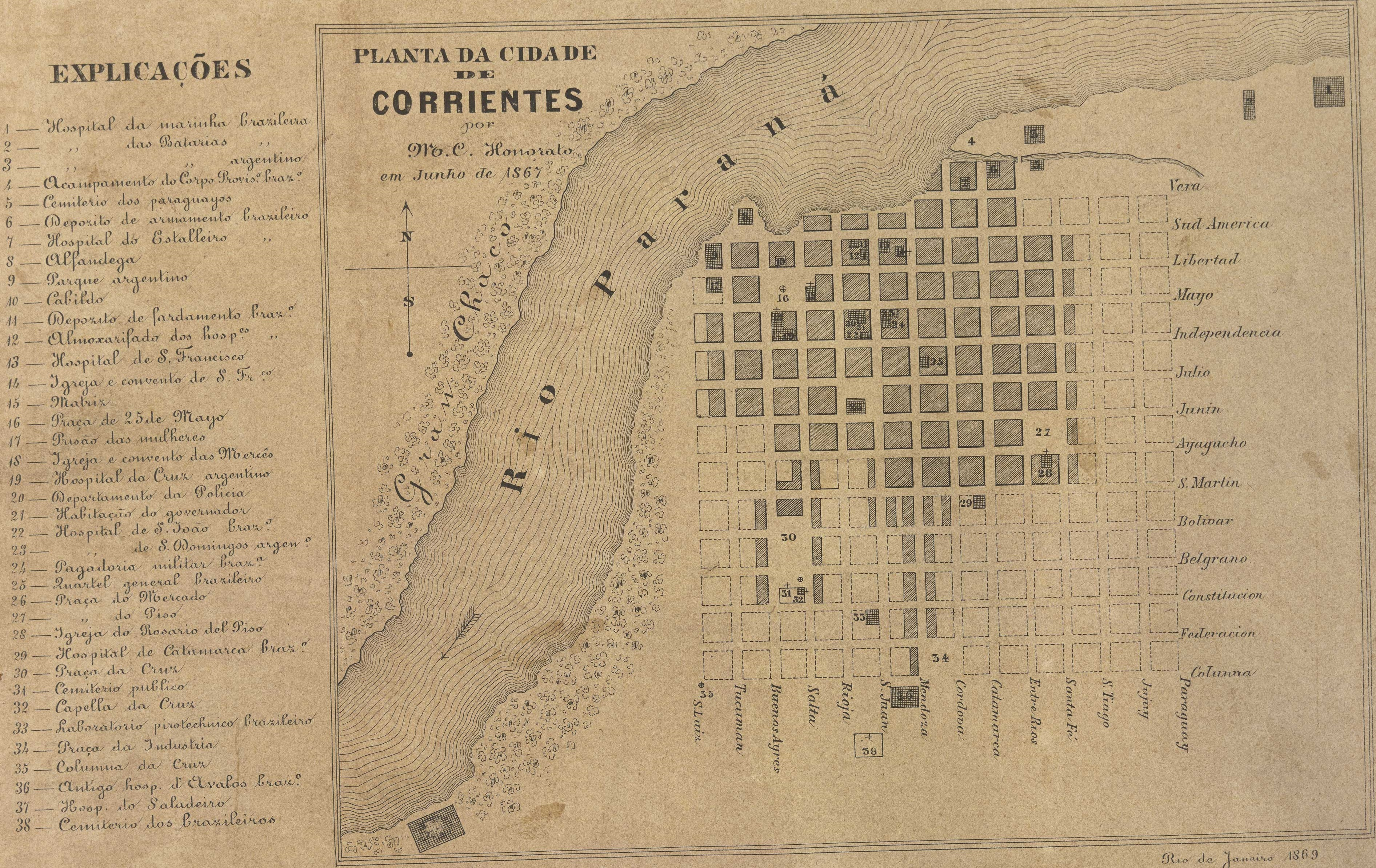
La ciudad de Corrientes (año 1867).

Fue elegido alcalde de primer voto de San Juan de Vera de las Siete Corrientes en tres veces consecutivas desde 1642 hasta principios de 1645, y como tal tuvo que rectificar la versión de que había nacido en Portugal y establecer su oriundez materna extremeña debido al comienzo de la guerra de Restauración de la Independencia de Portugal, para evitar ser incluido en el desarme de los lusitanos del año 1643.
Por dicha información se inició un pleito judicial en Buenos Aires y se formularon declaraciones de los testigos, como ser las del extremeño Gonzalo Gómez de Amaya (n. Alburquerque, 1568) que fuera un antiguo vecino de setenta y cinco años de edad de la despoblada ciudad del Bermejo, las del canario Sebastián de Aguiar, las del fray benedictino Plácido de Aresti, las del maestre de campo Luis de Aresti, teniente de gobernador general de Buenos Aires de 1642 a 1650 y sobrino del obispo, y las del fray franciscano Francisco de Ibáñez, de setenta años.

### Otros cargos de funcionario del Cabildo correntino  y gestión
Pedro Gómez de Aguiar también fue regidor, alférez real y diputado del cabildo para representarlo en la gestión de los intereses comunales. Por su iniciativa y bajo su dirección se procedió a reconstruir en 1652 el edificio del ayuntamiento y dio impulso a otras obras públicas.
Formó parte de las expediciones que se organizaron contra los amerindios bajo las órdenes de Pedro Álvarez Gaytán y Juan de Vargas Machuca, y además acompañó al maestre de campo Juan Arias de Saavedra en 1652 en la campaña militar contra la conjuración de las tribus hometés, chaguayasques y diagalastes que puso en grave riesgo a la ciudad.

## Teniente de gobernador de Corrientes y deceso

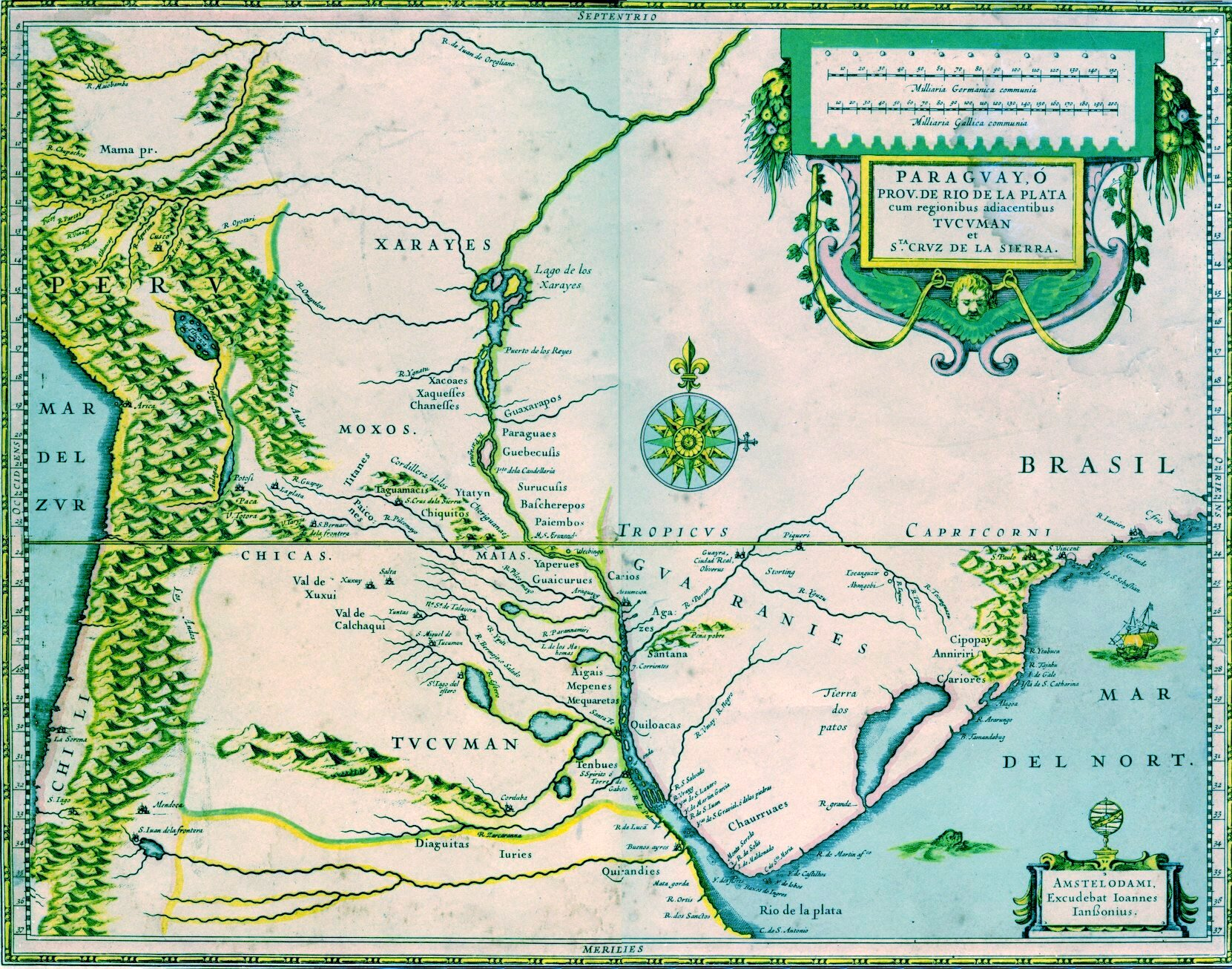
El Virreinato del Perú con su provincia de Charcas y las gobernaciones autónomas del Tucumán y del Río de la Plata y del Paraguay, compuesta por las tenencias de gobierno de Asunción, de Corrientes, de Santiago de Jerez, del Guayrá, de Santa Fe y de Buenos Aires (en un mapa de 1600).

### Nuevos cargos de funcionario y ascenso a general
Gómez de Aguiar también fue tesorero oficial real, corregidor y juez de residencia del gobernador Alonso de Mercado y Villacorta. Su sucesor José Martínez de Salazar lo ascendió al rango de general.

### Agricultor y nombramiento como gobernante
En los tiempos libres que le dejaban sus funciones públicas se dedicaba a trabajos de agricultura con sus siembras de trigo y de maíz.
Además el ya citado gobernador Martínez de Salazar lo designó como su teniente de gobernador de Corrientes, justicia mayor y capitán a guerra desde el 19 de septiembre de 1664 hasta sus últimos días, en cuyo puesto vacante dicho mandatario pondría a Sebastián Crespo Flores.

### Fallecimiento
Finalmente el teniente de gobernador Pedro Gómez de Aguiar fallecería en la ciudad de Corrientes el 12 de noviembre de 1665.

## Matrimonio y descendencia
El hidalgo hispano-andaluz Pedro Gómez de Aguiar se había unido en matrimonio en 1638 en la ciudad de Corrientes con Juana de Sequeira (n. Nuestra Señora de Talavera de Esteco, gobernación del Tucumán, 1607), siendo hija del capitán portugués Gaspar de Sequeira y de su muy joven esposa Ana de Valenzuela Bohorques, y luego de la despoblación de la ciudad tucumana de Esteco Vieja se avecindaron en Concepción del Bermejo en 1609 con Juana de tan solo dos años de edad, en donde nacerían sus dos hermanos menores y adonde Gaspar se convirtiera alcalde de primer voto y encomendero de la mitad de Guacará, ambas localidades en la jurisdicción de la gobernación del Río de la Plata y del Paraguay, que a su muerte la heredó su esposa hacia 1614. 
Juana tenía una hermana llamada Micaela de Sequeira y además dos hermanos, el capitán Antón Martín de Don Benito y Díaz Moreno y el menor de los tres hermanos que era el capitán Juan Díaz Moreno de Cerqueyra y Don Benito unido en primeras nupcias con María de la Cruz Arias de Mansilla que fuera una hija del capitán Juan Arias de Mansilla y Espinosa y de su cónyuge María de Segovia, sobrina de Inés Arias de Mansilla y Espinosa casada con el noble portugués, alcalde y teniente de gobernador correntino Manuel Cabral de Melo y Alpoin y nieta del capitán mestizo hispano-guaraní Francisco Arias de Mansilla (n. Asunción del Paraguay, 1570), avecindado en Corrientes, encomendero y teniente de gobernador desde 1627 a 1629, y de su cónyuge Lucía de Espinosa Belmonte y Balmaceda (n. Asunción, ca. 1591). Luego del abandono del territorio chaqueño en el año 1632, junto a sus hermanos Micaela, Antón Martín de Don Benito y todos los aborígenes de las encomiendas de ambos, se instalaron a cinco leguas de la ciudad de Corrientes, en la reducción de Santa Ana de los Guácaras que había sido fundada por los franciscanos en 1621.

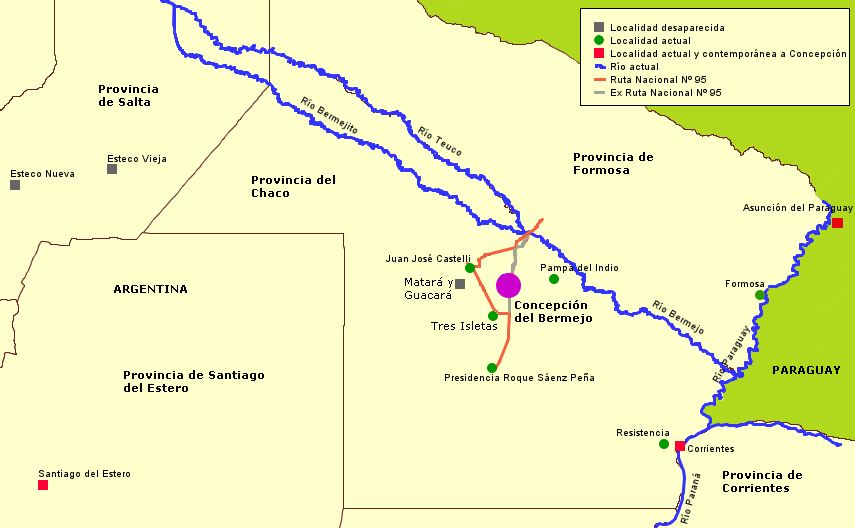
La ciudad de Corrientes y la antigua urbe chaqueña de Concepción del Bermejo, además de sus encomiendas Matará-Guacará, todas en la gobernación del Río de la Plata, y también Esteco Nueva con su estancia Esteco Vieja y rancheríos de Culicas-Yatasto en la gobernación del Tucumán, ambas ciudades extintas respectivamente en 1632 y en 1692 (en mapa con divisiones políticas actuales).

Era nieta paterna del capitán portugués Domingo Díaz Moreno y Pérez Cerqueyra o simplemente Domingo Pérez (n. ca. 1543 - Concepción del Bermejo, después de 1609), que fuera conquistador del Tucumán y avecindado en la ciudad de Talavera de Esteco durante la unión dinástica luso-hispana, en donde fue oficial de la Real Hacienda en el año 1589 y luego regidor de su Cabildo hasta su despoblamiento en 1609, y de su esposa Ana Pinta (n. Portugal, ca. 1553).
Además Juana de Cerqueyra era nieta materna de Ana de Valenzuela (n. Lima, ca. 1560) y de su esposo el mestizo hispano-inca Antón Martín de Don Benito y Yupanqui (Lima, 1545 - Concepción del Bermejo, ca. 1614) que había sido conquistador del Perú, de Chile y del Tucumán, vecino fundador de la ciudad de Talavera de Esteco en 1567, se convirtió en encomendero de Guacará desde 1584, un hijo fruto de la unión entre la princesa incaica Isabel Yupanqui y el capitán Alonso Martín de Don Benito, alcalde de Lima en 1541, cuyos padres eran el agricultor Francisco Martín de Don Benito (n. Don Benito de Extremadura, Corona castellana, ca. 1443) y su cónyuge Francisca González Mateos (n. ca. 1450), una doncella de Beatriz Pizarro y amante de su sobrino Gonzalo Pizarro Rodríguez de Aguilar con quien tuvo dos hijos naturales, y por lo tanto, Alonso era medio hermano uterino del marqués Francisco Pizarro (1478-1541), gobernador de Nueva Castilla.
Fruto del matrimonio de Pedro Gómez de Aguiar con Juana de Sequeira hubo por lo menos cuatro hijos:
- María Gómez de Aguiar (n. Corrientes, ca. 1639).

- Ana de Sequeira Bohorques[4][5][6][17][18][19] (ib., ca. 1640 - ib., ca. 1685) se unió en primeras nupcias con el alférez Nicolás de Villanueva[18] (n. ca. 1635), cuyo padre homónimo Nicolás de Villanueva[9] (n. ca. 1605) fuera el teniente de gobernador de Corrientes[9] de 1637 a 1640,[9] y con quien tuvo tres[18] hijos: Francisco de Villanueva,[18] teniente de gobernador de 1669 a 1671 y desde 1681 hasta 1685, Pedro Gómez de Villanueva Aguiar[18] y Tomasa de Sequeira.[18] Una vez viuda se enlazó en segundas nupcias con Baltasar Maciel y de la Cueva[18] y con quien concibió a cuatro hijos.

- Pedro Gómez de Aguiar y Sequeyra[20][21][22][23] (ib., ca. 1641 - ib., después del 13 de mayo de 1714)[23] que fue tesorero de la Real Hacienda[20][22] desde el 28 de junio[22] de 1666[22] y se había casado con la infanzona Águeda Cabral de Melo[20][21] —una hija del teniente de gobernador correntino Manuel Cabral de Melo y Alpoin y de su segunda esposa Juana Delgado de Espinosa— y tuvieron a María Gómez de Aguiar.[21]

- Micaela Gómez de Aguiar (n. ib., 1643) que se casó con Juan González de Alderete[24] (n. Corrientes, ca. 1632) —un hijo de Pedro González de Alderete[24] (Buenos Aires, ca. 1600 - Corrientes, ca. 1700) y de su cónyuge Juana de Velazco[24] (n. Corrientes, ca. 1610 - ib., ca. 1700)— que serían los padres del capitán Antonio González de Alderete y Velazco[24][25] (Corrientes,[24] 25 de noviembre[24] de 1662[24] - f. 1740), procurador general[24] y alcalde[24] de primer voto, que se unió en matrimonio hacia 1680 con Ana de Peralta,[24] una sobrina del ya citado Baltasar Maciel.